# Крістіна Алоґбо
Крістіна Алоґбо (англ. Krystina Alogbo, 20 січня 1986) — канадська ватерполістка.
Призерка Чемпіонату світу з водних видів спорту 2005, 2009 років.
Призерка Панамериканських ігор 2007, 2011, 2015, 2019 років.